# Amistad
Amistad (bra/prt: Amistad) é um filme estadunidense de 1997, do gênero drama histórico, realizado por Steven Spielberg com roteiro de David Franzoni baseado em eventos reais a bordo do navio La Amistad em 1839.

## Sinopse
O filme relata a luta de um grupo de africanos escravizados em território norte americano, desde a sua revolta até seu julgamento e libertação.

## Elenco
- Morgan Freeman… Theodore Joadson
- Anthony Hopkins… John Quincy Adams
- Nigel Hawthorne… Martin van Buren
- Djimon Hounsou… Cinque
- Anna Paquin… rainha Isabel 2.ª

## Recepção
No agregador de críticas dos Estados Unidos, o Rotten Tomatoes, na pontuação onde a equipe do site categoriza as opiniões da  grande mídia e da mídia independente apenas como positivas ou negativas, o filme tem um índice de aprovação de 77% calculado com base em 66 comentários dos críticos. Por comparação, com as mesmas opiniões sendo calculadas usando uma média aritmética ponderada, a nota alcançada é 6,9/10 que é seguida do consenso dizendo que é "sincero, sem recorrer a investigações (...) conta uma história importante com o exercício da sensibilidade e absorvendo habilidade".
Em outro agregador de críticas também dos Estados Unidos, o Metacritic, que calcula as notas das opiniões usando somente uma média aritmética ponderada de determinados veículos de comunicação em maior parte da grande mídia, tem uma pontuação de 63/100, alcançada com base em 23 avaliações da imprensa anexadas no site, com a indicação de "revisões geralmente favoráveis".